# Dicranomyia (Dicranomyia) livornica
Dicranomyia (Dicranomyia) livornica is een tweevleugelige uit de familie steltmuggen (Limoniidae). De soort komt voor in het Palearctisch gebied.